# Остин Хенри Леърд
Остин Хенри Леърд (на английски: Austen Henry Layard) е английски археолог и дипломат, известен с разкопките на Ниневия и Вавилон.
Роден е на 5 март 1817 година в Париж в семейство от хугенотски произход, баща му е чиновник в британската колониална администрация в Цейлон. Пътува из Близкия Изток, от 1842 година е в Цариград, където се сближава с британския посланик Стратфорд Редклиф. Окуражаван от него, през 1845 година предприема археологическа експедиция в земите на древна Асирия, която поставя началото на работата, донесла му широка известност. От 1852 до 1869 година е депутат от Либералната партия, след което е на дипломатическа служба, през 1877-1880 година е посланик в Цариград. Последните си години прекарва главно във Венеция.
Остин Хенри Леърд умира на 5 юли 1894 година в Лондон.